# Црква Рођења Пресвете Богородице у Батајници
Црква Рођења Пресвете Богородице је српска православна црква која се налази у насељу Батајница у градској општини Земун и припада Епархији сремској. Црквена слава храма је Мала Госпојина и слави се 21.септембра.

## Богородица
Богородица (грч. Θεοτόκος Теотокос) је један од назива који јој се придаје у хришћанству. Назив Богородица је почео званично да се користи тек после Трећег васељенског сабора, чему су претходиле бројне расправе. Цариградски патријарх Несторије се противио увођењу новог назива „Богородица“ (гр: Θεοτόκος Теотокос) за Марију, Исусову мајку и уместо тога је предлагао назив „Христородица“ (гр: Χριστοτόκος Христотокос), сматрајући да он укључује и Христово човештво. Ипак, назив богородица је усвојен а Несторије и његови истомишљеници су проглашени јеретицима.

## Историјат изградња и изглед цркве
Идеја о изградњи храма потекла је 1991. године, када је кренуло прикупљање документације и добијање одговарајућег земљишта за изградњу новог храма у Батајници. Иако је финансијска криза у држави била велика, изграња храма на периферији Батајници, на површини од 70 ари почела је изградња цркве Рођења Пресвете Богородице. Пројектант је био проф. Бранко Пешић, а са радовима се кренуло 14.новембра 1992. године. Озбиљнији грађевински радови кренули су 29. априла 1993. године.
За непуне три године, тачније 21. септембра 1995. године, на празник Рођења Пресвете Богородице, служена је прва Св. Архијерејска Литургија у новом храму. Радови на унутрашњости храма су настављени, али и на градњи парохијског дома са канцеларијама, библиотеком, салом за пријеме и хорске пробе. Храм је добио фреске на олтару и куполи, које су радили Драган Марунић и Матеја Минић. У храму је постављен и иконостас, а радове је изводио Томислав Живковић. У иконостасу храма налази се 25. икона, које је урадио сликар Чедо Илијев. Недуго затим, набављена су и звона за храм. Храм је почео са редовним богослужењима 21. септембра 1998. године, када је Његово Преосвештенство Господин Господин Василије Епископ сремски уз саслужење више свештеника, служио је Свету Архијерејску Литургију у храму и том приликом осветио поменути иконостас.